# Јањиково
Јањиково (пољ. Janikowo) град је у Пољској у Војводству кујавско-поморском. По подацима из 2012. године број становника у месту је био 9145.

## Становништво
| 1980. | 2012. |
| ----- | ----- |
| 7.934 | 9.145 |